# Kho Liang Ie
Kho Liang Ie (Magelang, 5 augustus 1927 – Amsterdam, 1 januari 1975) was een Nederlands industrieel vormgever. Hij is vooral bekend als ontwerper van de inrichting van Schiphol.

## Levensloop
Kho Liang Ie werd in 1927 geboren uit Chinese ouders. Na de Indonesische onafhankelijkheid in 1949 kwam hij naar Nederland, waar hij in eerste instantie aanving met een geneeskundestudie, welke studie hij al snel inwisselde voor een opleiding aan het Instituut voor Kunstnijverheidsonderwijs. Na zijn afstuderen in 1954 werd hij medewerker van de stichting Goed Wonen en was van 1957 tot 1963 redacteur van het gelijknamige tijdschrift. Vanaf 1958 tot zijn dood was hij ook actief als meubelontwerper voor Artifort, daarnaast heeft hij ook ontworpen voor Car Katwijk, Fristho, Bruynzeel en Mosa.

## Schiphol

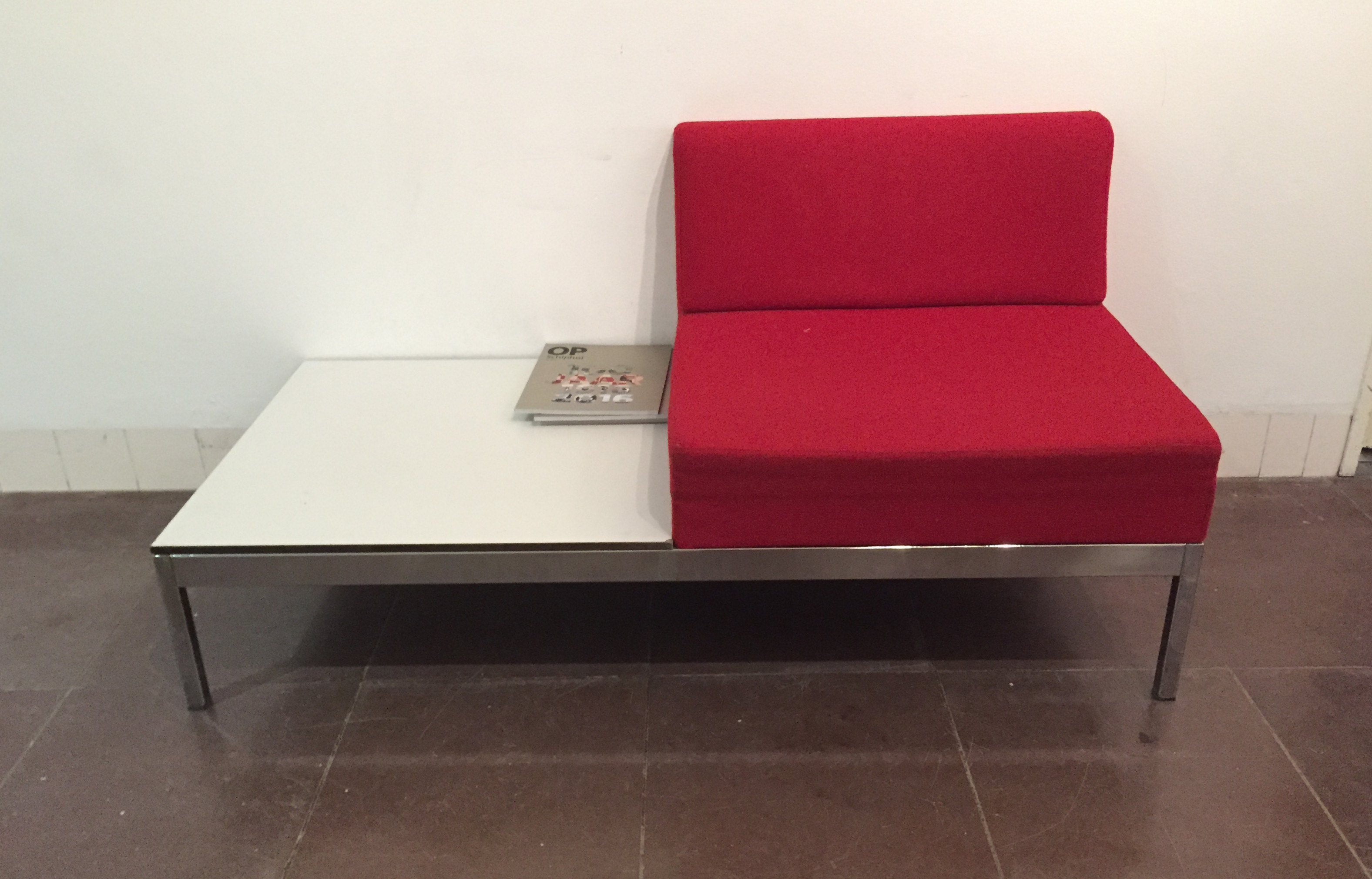
Een door Kho Liang Ie ontworpen stoel op een tentoonstelling over de luchthaven Schiphol in het Amsterdam museum

Kho Liang Ie was vanaf een vroeg stadium betrokken bij de inrichting van het nieuwe stationsgebouw van de luchthaven Schiphol, dat tussen 1963 en 1967 als opvolger van de oude luchthaven op Schiphol-Oost verrees. Zijn uitgangspunten waren een heldere lay-out voor het gebouw, met duidelijke zichtlijnen en veel glas opdat men de vliegtuigen goed kon zien.
Volgens Kho moest de nerveuze reiziger niet worden afgeleid door een uitbundige inrichting. Hij meende dat de mensen, de wegwijzers en de reclameborden kleur aan het gebouw moesten geven, en was een overdadig kleurgebruik uit den boze. Kho ging daarin zover dat ook alle kunstwerken die op zijn initiatief in het gebouw verschenen in grijs of bruin plastic of metaal werden gemaakt.
Hij werkte voor de bewegwijzering met Benno Wissing van Total Design. Van de ontwerpen van Kho Liang Ie is op het huidige Schiphol niet veel meer terug te vinden; in de aankomsthallen 1 en 2 zijn nog enkele elementen van zijn werk terug te vinden.

## Andere opdrachtgevers
Hij was een van de pioniers van het ontwerp van kantoortuinen, hij heeft onder meer de kantoren van Phonogram in Baarn vormgegeven. Daarnaast heeft hij ook het interieur van het Cultureel Centrum in Amstelveen alsmede het Lijnbaantheater in Rotterdam ontworpen. Na verbouwingen is hier tegenwoordig niets meer van te zien. Veel van zijn meubilair is terechtgekomen in de collecties van het Museum Boijmans Van Beuningen in Rotterdam en het Stedelijk Museum in Amsterdam.